# Ligne de Denain à Saint-Amand-les-Eaux
La ligne de Denain à Saint-Amand-les-Eaux était une ligne ferroviaire française à voie normale non électrifiée à voie unique qui reliait la gare de Denain à celle de Saint-Amand-les-Eaux. Elle croisait la ligne de Douai à Blanc-Misseron à hauteur de la gare de Wallers.
Elle constitue la ligne no 256 000 du réseau ferré national.

## Historique
La ligne est concédée une première fois à titre d'intérêt local à la Compagnie du chemin de fer de Lille à Valenciennes et ses Extensions par une convention signée entre le Préfet du département du Nord et la compagnie le 25 septembre 1873. La ligne est déclarée d'utilité publique le 13 janvier 1874 par un décret. Toutefois la compagnie n'entreprend pas la construction de la ligne.
Les 31 décembre 1875 et 2 février 1876, la Compagnie des chemins de fer de Lille à Valenciennes signe un traité avec la Compagnie des chemins de fer du Nord pour l'exploitation jusqu'à l'échéance de la concession de l'ensemble des lignes dont elle est concessionnaire. Ce traité est approuvé par un décret le 20 mai 1876.
Le 1er octobre 1878, la Compagnie du chemin de fer de Lille à Valenciennes et ses Extensions signe un acte d'abandon à l'État de son réseau.
La loi du 17 juillet 1879 (dite plan Freycinet) portant classement de 181 lignes de chemin de fer dans le réseau des chemins de fer d’intérêt général retient en no 5, une ligne de « Denain à Saint-Amand ».
La ligne est concédée à titre définitif par l'État à Compagnie des chemins de fer du Nord selon les termes d'une convention signée entre le ministre des Travaux publics et la compagnie le 5 juin 1883. Cette convention est approuvée par une loi le 20 novembre suivant.

### Dates de déclassement ou de fermeture
- Haveluy à Hasnon (PK 232,350 à 240,980) : 12 novembre 1954[6].
- Section de Haveluy à Hasnon (PK 240,980 à 241,100) : 9 février 1962[7].
- Denain (P.N. 85) à Haveluy (PK 229,255 à 232,350) : 14 janvier 1972[8].
- Hasnon à Millonfosse (PK 241,100 à 243,109) : 14 janvier 1972[8].
- Section à Millonfosse (PK 243,512 à 243,835) : 18 septembre 1992[9].
- Section à Saint-Amand-les-Eaux (PK 243,835 à 245,285) : 12 mai 2010 [10] (fermeture)

## Description
La ligne relevait de la Compagnie des chemins de fer du Nord. Elle était liée à l'exploitation des puits de mines, et servait également au transport des ouvriers vers les hauts fourneaux de Denain. Des mineurs habitant assez loin de leur fosse utilisaient les trains-tramways qui parcouraient cette petite ligne pour rallier les  différents puits, comme ceux d'Haveluy, de Lambrecht (entre les communes de Wallers et d'Hélesmes) ou encore d'Arenberg (commune de Wallers). Une émaillerie, jouxtant la gare de Wallers, recevait ainsi une partie de ses voyageurs. On pouvait aussi aller à Saint-Amand-les-Eaux depuis Wallers, mais encore depuis Hasnon, Millonfosse, que ce soit pour le travail ou des courses, ou encore de rares loisirs comme la piscine. Les transports routiers n'étaient alors pas très développés et les cyclistes confrontés aux chemins pavés.[réf. nécessaire]
Pour son tracé, en partant de la gare de Denain, elle traversait des champs et des prairies, parfois au niveau du sol naturel, parfois en déblai. Elle desservait Haveluy puis Wallers-Halte, près du passage à niveau (PN) de la route d'Hélesmes (en sortie de village). Par un remblai commençant peu après le passage à niveau d'Hertain, sur Wallers, elle franchissait sur un pont métallique biais — désormais détruit — l'importante double voie reliant principalement Douai à Valenciennes (où circulaient surtout des trains de houille), puis descendait ensuite parallèlement jusqu'en gare de Wallers. Dans cette dernière, des appareils de voie la rattachaient à la « grande ligne » côté Douai et côté Valenciennes, et son quai y était commun avec la direction de Valenciennes.
Bien après que l'essentiel du tronc central de cette ligne fût déferré (en particulier par les Allemands pendant la Seconde Guerre mondiale), un assez long coupon de voie subsista en gare de Wallers afin de desservir des voies de débord qui s'y raccordaient ; et, comme une sorte de voie « en tiroir », ce long coupon prenait la direction de Saint-Amand, à gauche vers le bois de Wallers (partie de la forêt de Raismes-Saint-Amand-Wallers) sur environ 200 mètres. Wallers était ainsi la seule importante gare intermédiaire sur cette ligne. Elle n'a jamais été électrifiée sauf dans cette dernière gare, qui pouvait éventuellement servir à garer un train de fret pour laisser passer un convoi de voyageurs, voire garer une rame en détresse. Ce ne sera qu'assez récemment, dans l'optique pour Réseau ferré de France d'économiser sur l'entretien des infrastructures, que ce coupon sera démonté et ses caténaires retirées.[réf. nécessaire]
Enfin, après avoir longé le centre équestre et entamant une agreste traversée puis en faisant une large courbe en bordure de ladite forêt, la ligne recoupait la route pavée de Wallers à Hasnon par un PN, avant une ligne droite et encore une courbe vers la droite pour desservir la petite gare de la commune précitée. Enfin, c'était le passage sur la Scarpe (pont métallique, désormais détruit), la traversée de Millonfosse et enfin l'arrivée à la gare de Saint-Amand-les-Eaux.
Une ligne d'autocars de substitution, mise en place par la SNCF, reliait Denain à Saint-Amand. Ces cars suivaient à peu près la ligne ferroviaire, sauf dans son tracé forestier car la route va en ligne droite.
Par ailleurs, le bâtiment voyageurs (BV) de la gare d'Haveluy a été transformé en restaurant, avec un décor rappelant son passé ferroviaire. Celui de la halte de Wallers est devenu une habitation particulière, et son quai est longtemps resté bien visible avec le pavage caractéristique de la Compagnie du Nord. Le BV de la « gare principale » de Wallers, fermé, a été rasé et remplacé par un simple abri, avec un automate pour la délivrance des billets. Par contre, le blockhaus attenant à l'ancien bâtiment (côté Douai) apparaît nettement maintenant, alors qu'il était masqué autrefois par la présence dudit BV en briques. Du côté de la voie paire, il y avait aussi des voies de garage et, pendant des années, une locomotive à vapeur (dont la porte de la boîte à fumée était ouverte) stationna sur l'une de ces voies.Je la vis à chacun de mes voyages à Wallers de 1945 à 1950 au moins : descendant aux environs de 17 heures de la rame venant de Douai et  en correspondance avec un convoi d'origine Paris-Nord, mes parents et moi nous rendions à pied à "l'autre bout" de Wallers, près du calvaire sis juste avant l'ancien passage à niveau de la ligne Denain↔Saint-Amand, sur le chemin d'Helesmes(«El kémin d'hélanmme» en langue picarde ou "rouchis" du Valenciennois). Cet engin de traction semblait avoir été abandonné là, certainement à la suite d'une avarie et jugé irréparable dans des conditions économiques. Son type semblait être 2-3-0 voire 1-4-0. Je ne me souviens pas de quelle série ni de son numéro.[réf. nécessaire]